# محمد بن مسلم
محمد بن مسلم ثقفی کوفی از اصحاب محمد باقر و جعفر صادق و از راویان حدیث بود که به جهت وثاقت جزو اصحاب اجماع محسوب می‌شود. وی از اهالی کوفه بود که اصالتش به طائف برمی‌گشت. در اواخر سده نخست و نیمه اول سده دوم هجری می زیست. خود می‌گوید سی هزار حدیث از محمد باقر و شانزده هزار حدیث از جعفر صادق شنیده است و جزو فقیه‌ترین اصحاب ائمه در زمان خود بوده‌است. 
محمد بن مسلم که به خاطر زهدش هم معروف بوده، در اصل آسیابان بوده، و در کوفه به کار قضا مشغول بوده است. فتواهای سریعش زبانزد بوده است.
برخی شیعیان او را فقیه ترین اصحاب محمد باقر می دانند. از اوست که می گوید در هر مسئله ای تردید کردم آنرا از ابوجعفر پرسیدم. به گفته خودش سی هزار حدیث از محمد باقر و شانزده هزار حدیث از جعفر صادق نقل کرده است.